# Андреас Боденштайн
Андреас Рудольф Боденштайн фон Карлштадт, широко відомий як Андреас Боденштайн (нім. Andreas Rudolph Bodenstein von Karlstadt, нар. в 1486 в Карлштадті — помер 24 грудня 1541 в Базелі) — німецький протестантський теолог епохи Реформації.

## Життєпис
Карлштандт навчався в Ерфурті та Кельні. У 1510 отримав докторат богослов'я у Віттенберзькому університеті. Того ж року став архідияконом та керівником богословського факультету. Він брав участь у присудженні докторського ступеня Мартіну Лютеру. З 1515 по 1516 займався вивченням канонічного і світського права в Римі. Був шанувальником ідей Мартіна Лютера, внаслідок чого взяв участь у Лейпцизькому диспуті та, під час свого перебування у замку Вартбург, втілив гасла Реформації у Віттенберзі.
У 1520 році у своїй роботі De Canonicis Scripturis Libellus він першим із богословів епохи Реформації відкинув второканонічні книги як неканонічні.
Він запровадив Вечерю Господню в обох формах і засудив поклоніння реліквіям, статуям та іконам. Промова Карлштадта послужила розвитку радикальних напрямів Реформації та призвела до заворушень. Ситуацію утихомирив Мартін Лютер. Карлштадт порвав із Лютером і приєднався до руху анабаптистів. Пізніше вирушив до Швейцарії, де був проповідником. Помер у 1541 році у Базелі внаслідок епідемії чуми.
Карлштадт, на відмінну від Лютера, підтримував меморіалізм (погляд на суто символічну присутність Христа в Євхаристії) і відкидав можливість хрещення немовлят, також виступав за відмову від неділі та повернення до біблійної суботи; був іконоборцем.

## Роботи
- De Canonicis Scripturis Libellus (1520)